# Yesterdays (Guns N' Roses)
Yesterdays is een rockballad van de Amerikaanse hardrockband Guns N' Roses uit 1992. Het nummer staat op Use Your Illusion II.
De single deed het niet erg goed in de Amerikaanse Billboard Hot 100, het bleef steken op nummer 72. In Europa werd het nummer wel een redelijke hit. Het wist de 6e positie te behalen in de Nederlandse Top 40, en was in de Vlaamse Radio 2 Top 30 goed voor nummer 27.